# 飯田國太郎
飯田 國太郎（いいだ くにたろう、生没年不詳）は昭和時代初期に活動した新版画の版元。

## 略歴
1932年から1937年にかけて川瀬巴水、土屋光逸、石渡東江、ノエル・ヌエット、日向紫水の新版画の作品を出版した版元である。なお、巴水、東江、ヌエットの木版画は土井版画店のみにおいて多くの作品が発表されているため、土井貞一が金銭的に出版が困難な時や注文の間に合わないような時に限って特定の図柄のみ出版をした一時的な代替版元であったとみられる。彫りは平井孝市が担当、摺りは坂倉清次郎が担当していた。

## 作品
- 川瀬巴水 「霧の朝」 1932年3月
- 川瀬巴水 「潮来の夕」 1932年6月
- 土屋光逸  「京都二条城」 1933年4月
- 土屋光逸  「高輪泉岳寺」 1933年5月
- 石渡東江  「月夜の江ノ島」 1933年8月
- 土屋光逸  「柳橋」 1934年8月
- ノエル・ヌエット  「神楽坂」 1937年
- 日向紫水  「浜離宮たそがれ」 1937年7月